# Bitectipora ozalea
Bitectipora ozalea is een mosdiertjessoort uit de familie van de Bitectiporidae. De wetenschappelijke naam van de soort is, als Hippoporina ozalea, voor het eerst geldig gepubliceerd in 1989 door Gordon.